# Nederländernas Grand Prix 1953

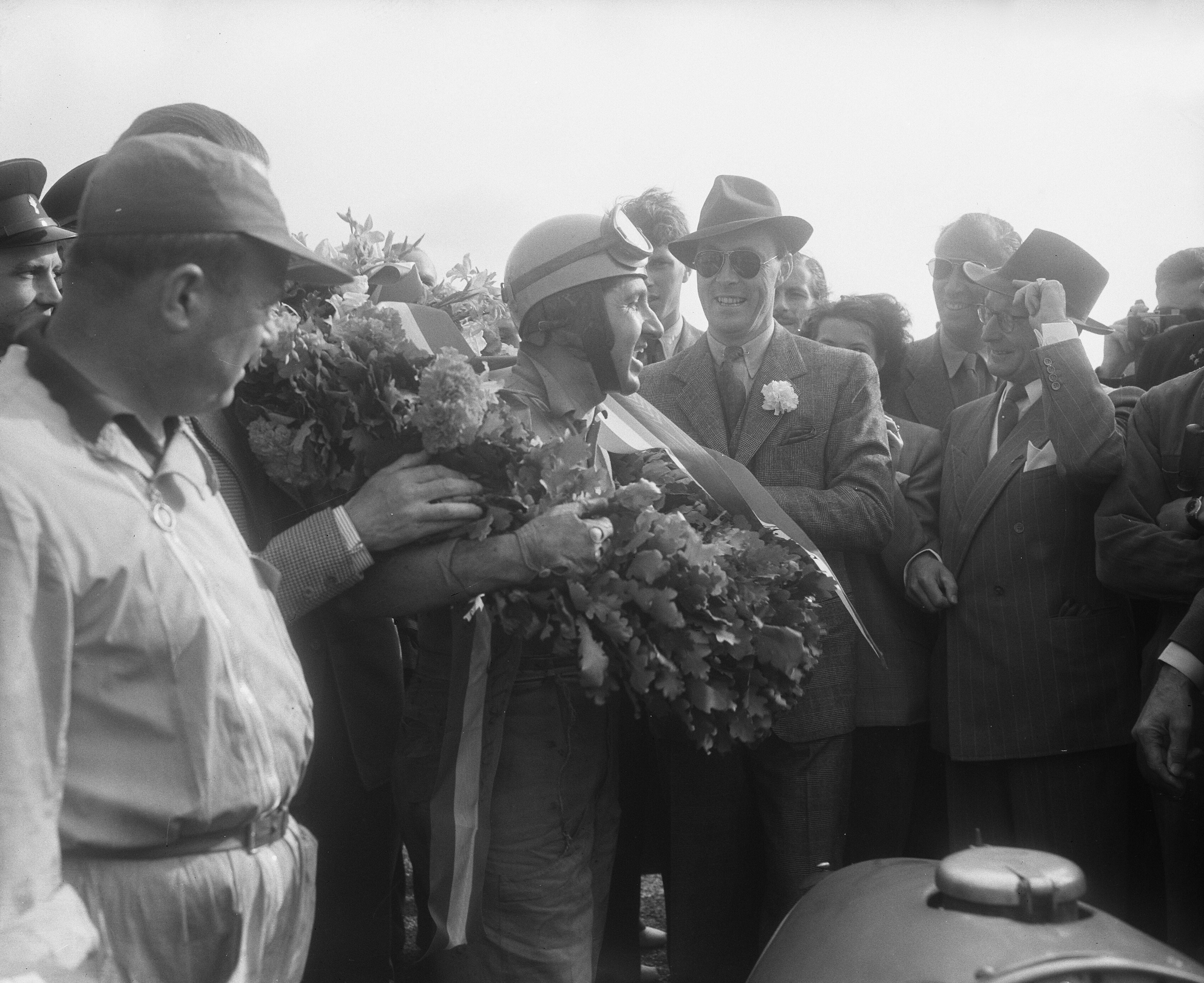
Alberto Ascari och Prins Bernhard av Lippe-Biesterfeld.

Nederländernas Grand Prix 1953 var det tredje av nio lopp ingående i formel 1-VM 1953.  

## Resultat
- 1 Alberto Ascari, Ferrari, 8 poäng
- 2 Nino Farina, Ferrari, 6
- 3 Felice Bonetto, Maserati[1], 2
- = José Froilán González, Maserati[1], 2
- 4 Mike Hawthorn, Ferrari, 3
- 5 Emmanuel de Graffenried, Enrico Platé (Maserati), 2
- 6 Maurice Trintignant, Gordini
- 7 Louis Rosier, Ecurie Rosier (Ferrari)
- 8 Peter Collins, HMW-Alta
- 9 Stirling Moss, Connaught-Francis

### Förare som bröt loppet
- Luigi Villoresi, Ferrari (varv 67, gasspjäll), 1 poäng
- Kenneth McAlpine, Connaught-Francis (63, motor)
- Harry Schell, Gordini (59, transmission)
- Johnny Claes, Ecurie Belge (Connaught-Francis) (52, för få varv)
- Juan Manuel Fangio, Maserati (36, drivaxel)
- Roberto Mières, Gordini (28, transmission)
- José Froilán González, Maserati[2] (22, drivaxel)
- Ken Wharton, Ken Wharton (Cooper-Bristol) (19, kroppsligt)
- Roy Salvadori, Connaught-Francis (14, motor)
- Lance Macklin, HMW-Alta (7, gasspjäll)

### Förare som ej startade
- Fred Wacker, Gordini (Motorn användes av Harry Schell)